# Almir Rodrigues Madeira
Almir Rodrigues Madeira (Niterói, 20 de maio de 1884 – Niterói, 7 de outubro de 1972) foi um médico brasileiro.
Foi eleito membro da Academia Nacional de Medicina em 1928, ocupando a Cadeira 82, que tem Antônio Dias de Barros como patrono.